# Callophilharmostes
Callophilharmostes (лат.) — род жуков-гибосорид из подсемейства Ceratocanthinae (Hybosoridae). Африка.

## Описание
Мелкие жуки-гибосориды (около 6 мм). Передние голени дугообразные, наружные края гладкие со слабым зубцом в верхней части или в крайнем случае мелкопильчатые, без отчетливых зубцов, щёчный кант полный, усики с 7 антенномерами, узнаваемы по характерной скульптуре спины и крупному скоплению волосков (трихому) на голове. В тропических лесах Африки. Способны к сворачиванию в шар путем отклонения головы и переднеспинки и прижимания ног.

## Систематика
Род был впервые описан в 1968 году. Включён в состав трибы Ceratocanthini из подсемейства Ceratocanthinae (Hybosoridae).